# Ахундова-Багирбекова, Сона Ханум Абдул кызы
Сона Ханум Абдул кызы Ахундова-Багирбекова (азерб. Sona Əbdül qızı Axundova-Bağırbəyova; 23 августа 1896, Шемахы, Бакинская губерния — 1982, Баку) — советский хозяйственный, государственный и политический деятель, доктор медицинских наук, профессор (1952), заслуженный деятель науки Азербайджанской ССР (1964), заслуженный врач Азербайджанской ССР.

## Биография
Родилась в 1896 году в Шемахе. Член ВКП(б).
Студентка медицинских факультетов Киевского и Бакинского университета. Окончила медицинский факультет МГУ (1923).
Участница установления советской власти в Азербайджане. 
С 1923 года — офтальмолог в глазной клинике Баку. Участница кампании по борьбе с трахомой и прочими воспалительными глазными заболеваниями. Проводила тканевую терапию и кератопластику методом Филатова.
С 1938 года — зам. главного врача Центральной глазной больницы
с 1946 года — ассистент кафедры глазных болезней Азербайджанского Института усовершенствования врачей (АзГИУВ).
С 1947 года — заведующая хирургическим отделением Института офтальмологии.
С 1952 года — профессор глазного института, главный офтальмолог Азербайджанской ССР.
С 1954 года — профессор кафедры глазных болезней АзГИУВ  (по совместительству с глазным институтом).
С 1981 года — почётный профессор-консультант АзГИУВ.
Кандидат (1947), доктор (1952) медицинских наук. В 1952 году утверждена в учёном звании профессора.
Избиралась депутатом Верховного Совета СССР 2-го созыва.
Умерла в 1982 году в Баку.

## Награды
- Орден Ленина (1946)
- Орден Трудового Красного Знамени (1960)
- Медаль «За оборону Кавказа» (1944)
- Медаль «За доблестный труд в Великой Отечественной войне» (1946)
- Медаль «За доблестный труд. В ознаменование 100-летия В. И. Ленина» (1970)